# Клименко Іван Павлович
Іва́н Па́влович Климе́нко (20 червня 1924 — 22 червня 2017) — радянський військовик, в роки Другої світової війни — повітряний стрілець 953-го штурмового авіаційного полку 311-ї штурмової авіаційної дивізії 1-ї повітряної армії, старшина. Повний кавалер ордена Слави.

## Життєпис
Народився в селі Каїри Горностаївського району Херсонської області в родині робітника. Українець. Рано залишившись без батьків, відданий до дитячого будинку. Згодом до 14 років виховувася у прийомній родині в селі Василівка Каховського району. У 1940 році закінчив 7 класів і вступив до школи ФЗУ в м. Миколаїв. Після закінчення школи у червні 1941 року переїхав у Владивосток. Працював судноскладальником на Владивостоцькому суднобудівному заводі № 202 імені К. Ворощилова.
До лав РСЧА вступив добровільно у травні 1942 року через Ворошиловський РВК м. Владивосток. Закінчив тримісячні курси молодшого командного складу полкової розвідки в Іркутську. У діючій армії — з жовтня 1942 року. Воював командиром відділення взводу пішої розвідки 1071-го стрілецького полку 311-ї стрілецької дивізії Ленінградського фронту, був поранений. Після лікування у шпиталі був направлений до школи повітряних стрільців-радистів.
З 14 квітня 1943 року і до кінця війни — повітряний стрілець-радист 953-го штурмового авіаційного полку 311-ї штурмової авіаційної дивізії на Західному і 3-му Білоруському фронтах. До травня 1945 року здійснив 110 бойових вильотів на розвідку, штурмовку і бомбардування скупчень військ і комунікацій ворога. У повітряних боях особисто та у складі групи збив 14 літаків супротивника.
По закінченні війни продовжив військову службу у лавах ЗС СРСР. Закінчив Ризьке військово-політичне училище. Проходив службу на військово-політичних посадах у частинах ВПС. У 1970 році полковник І. П. Клименко вийшов у запас. Генерал-майор авіації України (05.05.2008).
Мешкав у Сімферополі, де й помер.

## Нагороди
Нагороджений українським орденом Богдана Хмельницького 2-го (09.05.2013) та 3-го (14.10.1999) ступенів, радянськими орденами Вітчизняної війни 1-го (11.03.1985) та 2-го (07.06.1945) ступенів, Червоної Зірки (06.04.1945), Слави 1-го (15.05.1946), 2-го (22.02.1945) та 3-го (26.12.1944) ступенів і медалями.